# Alina Czyżewska
Alina Czyżewska (ur. 16 lutego 1980 w Gorzowie Wielkopolskim) – polska aktorka teatralna, działaczka polityczno-społeczna.

## Życiorys
Absolwentka Akademii Teatralnej w Warszawie. Egzamin aktorski zdała w Związku Artystów Scen Polskich w 2010.
Wywodzi się ze środowiska alternatywnego, przez wiele lat związana z Teatrem Kreatury, realizowała także produkcje z teatrami: Brama, Stajnia Pegaza, Kana, Chorea. Zagrała m.in. w przedstawieniach Anny Augustynowicz, Jacka Głomba, Łukasza Czuja, Krzysztofa Rekowskiego. Współpracowała z Teatrem Współczesnym w Szczecinie, Teatrem Polskim w Poznaniu i Teatrem Nowym w Słupsku.
Autorka i koordynatorka programów społeczno-artystycznych dla osób niepełnosprawnych z domów pomocy społecznej, dla dzieci z rodzin dysfunkcyjnych, warsztatów międzynarodowych.
Jest współzałożycielką i jedna z liderek ruchu Ludzie dla Miasta, którego kandydat na prezydenta Jacek Wójcicki wygrał w 2014 w wyborach samorządowych w pierwszej turze, lecz gdy nie podjął założeń programowych ruchu, porzuciła aktywne aktorstwo i od tego czasu podejmuje wiele inicjatyw polityczno-społecznych mających na celu wykazanie nieprawidłowości prac władz.
Jest zaangażowana się w sprawę uchodźców i imigrantów. W 2018 pojechała na grecką wyspę Lesbos, gdzie lądują łodzie z Afryki i Bliskiego Wschodu.
Od 2015 do 2024 roku była członkinią stowarzyszenia Sieć Obywatelska Watchdog Polska. W latach 2019-2022 była jego pracownicą na stanowisku edukatorki i animatorki zmian, a w 2023 roku była członkinią Komisji Etyki tego stowarzyszenia. W ramach zaangażowania społecznego podejmuje wiele inicjatyw dotyczących ochrony prawa człowieka do informacji oraz praworządności (zwłaszcza w instytucjach kultury i placówkach oświatowych), a także promocji społeczeństwa obywatelskiego.
Współtworzyła działania, które w lutym 2025 roku doprowadziły do wpisania Kościoła Ludzi Słońca do rejestru kościołów i innych związków wyznaniowych; we wspólnocie pełni funkcję członkini Rady Światłych.

## Nagrody
Za rolę Ofelii (Teatr im. Heleny Modrzejewskiej w Legnicy) w Hamlecie, Księciu Danii w reż. Jacka Głomba i Krzysztofa Kopki otrzymała w 2002 nagrodę „Nos Teatralny”.
Wielokrotnie nagradzana za monodram „Dziewictwo” (m.in. VII Międzynarodowy Festiwal Gombrowiczowski) według wczesnego opowiadania Witolda Gombrowicza, który przez krytyków został uznany za jedną z najciekawszych interpretacji teatralnych autora „Ferdydurke”.

## Teatr
- 1996: Cena sławy, Sławomir Mrożek, Teatr Kreatury
- 1997: Pamiętnik z bankietu, Witold Gombrowicz, Teatr Kreatury
- 1997: Gwoli jakiejś Tajemnicy, Witold Gombrowicz, Teatr Kreatury
- 1997: Elżbieta Bam, Danił Charms, Teatr Kreatury – Matka
- 1997: Karaluchy 2, Stanisław Ignacy Witkiewicz, Teatr Kreatury
- 1997: Radosny żywot głupka, Krzysztof Jaworski, Teatr Kreatury
- 1997: G-21, Jean d'Ormesson, Teatr Kreatury
- 2001: Hamlet, Książę Danii, William Szekspir, reż. Jacek Głomb i Krzysztof Kopka, Teatr im. H. Modrzejewskiej w Legnicy – Ofelia
- 2002: Dziewictwo, Witold Gombrowicz, Teatr Kreatury, monodram – Alicja
- 2003: Gaz, Szymon Wróblewski, Teatr  Brama i Stajnia Pegaza, reż. Ewa Ignaczak i Daniel Jacewicz – Terrorystka
- 2004: Zbrodnia z premedytacją, Witold Gombrowicz, Lubelskie Konfrontacje Teatralne, reż. Oskarasa Koršunovasa – Cecylia
- 2005: Sanatorium pod Klepsydrą, Bruno Schulz, Kompania  Doomsday, reż. Robert Drobniuch – Adela-Bianka
- 2005: Czterdzieści dziewięć, według Catherine Millet i Kazimierza Malewicza, Międzynarodowy  Festiwal Krakowskie Reminiscencje Teatralne (produkcja festiwalu, reż. Łukasz Czuj
- 2005: Antygona, Sofokles, reż. Bogusław Semotiuk, Nowy Teatr w Słupsku – Ismena
- 2005: Zbrodnia i kara, Fiodor Dostojewski, reż. Edward Żentara, Nowy Teatr w Słupsku – Sonia
- 2005: Romeo i Julia, William Szekspir, reż. Bogusław Semotiuk, Nowy Teatr w Słupsku – Julia
- 2006: Betlejem Polskie, Lucjan Rydel, reż. Zbigniew Kułagowski, Nowy Teatr w Słupsku – Matka Boska
- 2006: Łasztownia, Teatr Kana, projekt badawczo-artystyczny, pogranicze sztuk – teatru, tańca, plastyki, performance’u
- 2007: Królowa Śniegu, reż. Marcin Wierzchowski, Teatr Współczesny w Szczecinie – Płatek Śniegu
- 2007: Wesele, reż. Anna Augustynowicz, Teatr Współczesny w Szczecinie – Czepcowa
- 2009: Panny z Wilka, Jarosław Iwaszkiewicz, reż. Krzysztof Rekowski, Teatr Polski w Poznaniu – Tunia

## Najważniejsze nagrody
- 2002: „Nos teatralny” – nagroda Dolnośląskiego Towarzystwa Przyjaciół Teatru (za rolę Ofelii w „Hamlecie, księciu Danii” w reż. Jacka Głomba i Krzysztofa Kopki
- 2002: Wrocław – OFTJA – I nagroda za monodram „Dziewictwo” według Gombrowicza i nagroda za szczególnie wartościowy debiut młodego aktora – SZCZEBEL DO KARIERY
- 2002: Wrocław – XXXIV OFTJA – II nagroda dla spektaklu „Czterdzieści dziewięć” według C. Millet i K. Malewicza w reżyserii Łukasza Czuja
- 2006: Radom – VII Międzynarodowy Festiwal Gombrowiczowski – nagroda dla najlepszej aktorki i za najlepszy monodram „Dziewictwo” według Gombrowicza
- 2006: Szczecin – XLI OPTMF Kontrapunkt – wyróżnienie jury oraz nagroda dziennikarzy za rolę w monodramie „Czterdzieści dziewięć” według prozy Catherine Millet oraz tekstu Kazimierza Malewicza.